# Éhik Gyula
Éhik Gyula (Brassó, 1891. február 4. – Budapest, 1964. december 28.) zoológus, a biológiai tudományok kandidátusa (1952).

## Életpályája
Éhik Gyula és Danielis Emma fia. Brassóban végezte a reáliskolát 1910-ben. Doktori diplomáját a budapesti egyetem bölcsészkarán szerezte 1914-ben, majd 1927-ben a József Nádor Műszaki és Gazdaságtudományi Egyetem közgazdaságtudományi karán magántanári képesítést szerzett az apró házi- és szőrmés emlősállatok tenyésztése tárgykörben. 1914. október 15-től a győri, 1915. februárjától 1917-ig a lőcsei főreáliskolában tanított. 1917–1918 között a galíciai fronton harcolt. 1918-tól hadigeológusként dolgozott Albániában. 1919. januárjától a Magyar Nemzeti Múzeum állattárában dolgozott, 1922. októberétől múzeumőr volt. 1937-ben kinevezték a Természettudományi Múzeum helyettes főigazgatójává, 1940-től pedig az állattárat vezette, ahol 1955-ig dolgozott. 1943-ban egyetemi rendkívüli tanár lett, 1948-ig adott elő. 1949-ben ment nyugdíjba.
Tanulmányozta a Magyarországon előforduló kisemlősök rendszertani, anatómiai, ökológiai, élettani sajátságait. Ő alkotta meg az interdentális homológia törvényét, s a prémes állatok hazai tenyésztésének nemzetgazdasági jelentőségét is felismerte. Bővítette a Természettudományi Múzeum kisemlőseinek gyűjteményét.

## Fontosabb művei
- A geológia és az eljegesedések kora. Lőcse, 1917.
- A magyarországi emlősök és azok külső rovarélősködőinek határozó táblái. Dudich Endrével. Bp., 1924.
- Nagy-Alföldünk. Emlősök. Debrecen, 1925.
- Magyarország földipockai (Ann. Mus. Nat. Hung. 1926. 24)
- Brehm Alfréd: Az állatok világa. 1-7. köt. Emlősök. Szerk. és részben írta. Bp., 1929.
- Prodinotherium hungaricum... Bp., 1930.
- A prém egykor és most (Term. tud. Közl. 1930)
- Prémek és prémes állatok. Bp., 1931. (Szt István könyvek 94.)
- Prémes állatok... tenyésztése. Bp., 1934.
- Adatok Erdély emlősfaunájához (Állattani Közl., 1934)